# 失外套症候群
失外套症候群(しつがいとうしょうこうぐん、英語: Apallic syndrome)とは、大脳皮質の損傷によって大脳皮質の機能が完全に失われてしまった状態である。
眼球運動、体動、言葉全てが障害される。睡眠と覚醒の調節は保たれ、通常通り起床することは確認できる。この状態でも、刺激に対する反射は残っているが、神経系で伝達される情報の統合が出来なくなっているため、自身が置かれた状況の把握や自発的な行動は全く出来なくなっている。
高次の情報統合を担う大脳皮質は酸素不足に弱いため、心肺停止により大脳への酸素の供給が絶たれてから3分以上経過すると、失外套症候群に陥る可能性が高くなる。また、脳が徐々に破壊されるアルツハイマー病の末期にも失外套症候群に陥ることになる。